# Программный автомат (подрыва заряда)
Програ́ммный автома́т — устройство, использовавшееся в середине XX века для подрыва ядерных испытательных устройств на ядерных полигонах СССР, а также для подрыва ядерных зарядов мирного назначения. Это устройство также предназначалось для последовательного запуска регистрирующей, измерительной и кино-фото аппаратуры, которая регистрировала параметры ядерного взрыва.

## Разработка
Разработка программного автомата велась в годы одновременно с разработкой первой советской атомной бомбы. Изначально предусматривалось, что за пультом автомата, в момент испытания первой атомной бомбы РДС-1, будет сидеть сам И. В. Курчатов, но, тем не менее, утром 29 августа 1949 года первую атомную бомбу, нажатием кнопки «пуск», взорвал молодой сотрудник КБ-11 С. Л. Давыдов. Деревянный постамент пульта был выполнен из орехового дерева, а кресло было покрыто красным бархатом. Программный автомат иногда упоминается как «автомат времени».

## Кинохроника
- Испытание РДС-1, демонстрируется программный автомат.
- Программный автомат во время испытания «Царь бомбы» 30 октября 1961 года.